# يسبر هيورث
يسبر هيورث هو لاعب كرة قدم دنماركي، ولد في 3 أبريل 1975 في أودنسه في الدنمارك. شارك مع منتخب الدنمارك تحت 19 سنة لكرة القدم ومنتخب الدنمارك تحت 21 سنة لكرة القدم. أما مع النوادي، فقد لعب مع دارلينجتون إف سى ونادي أودنسه ونادي ميتييلاند.